# Chrysopogon pallidipennis
Chrysopogon pallidipennis är en tvåvingeart som beskrevs av White 1918. Chrysopogon pallidipennis ingår i släktet Chrysopogon och familjen rovflugor. Inga underarter finns listade i Catalogue of Life.